# Wyższa Szkoła Informatyki i Umiejętności w Łodzi
Wyższa Szkoła Informatyki i Umiejętności z siedzibą w Łodzi (WSIU) – uczelnia niepubliczna zajmująca się kształceniem studentów w dziedzinach informatyki, pedagogiki, ekonomii, grafiki i architektury wnętrz. Założona w 1997 roku z inicjatywy Anieli Bednarek. Rektorem jest prof. dr hab. inż. Krzysztof Dems.
Na terenie uczelni działa Ośrodek Sportu i Rekreacji Angelica z siłownią i fitnessem, halą sportową z pełnowymiarowym boiskiem do siatkówki, koszykówki, piłki ręcznej lub piłki halowej. Znajduje się tutaj także basen, solarium oraz odnowa biologiczna z sauną fińską i parową. Ośrodek oferuje także możliwość skorzystania z relaksującego lub odnawiającego masażu oraz z porad specjalistów ds. odnowy biologicznej i fizykoterapii. 

Uczelnia posiada pięć auli wykładowych (po 400 i 200 miejsc) oraz kilkadziesiąt sal dydaktycznych. W sumie działa tam ponad 1600 komputerów. Na terenie uczelni i akademików funkcjonuje system bezprzewodowego internetu.
1. ↑  Szkolnictwo wyższe w roku akademickim 2022/2023 (wyniki wstępne) [online], Główny Urząd Statystyczny [dostęp 2023-09-28].
2. ↑  Rad-On: Raporty, Analizy, Dane [online], nauka.gov.pl (pol.).